# Yueqing
Yueqing is een stad en arrondissement in de prefectuur Wenzhou in de oostelijke provincie Zhejiang van China. In 2020 had het arrondissement 1.452.707 inwoners. De stad zelf had 949.585 inwoners. Yueqing is een satellietstad van Wenzhou.
De hanzinaam van de stad wordt soms verkeerd uitgesproken als Leqing. De autochtone taal van de bewoners van Yueqing is Taizhouhua.